# 陳汝學
陳汝學（1553年—？），字仲道，四川嘉定州人，民籍，明朝政治人物。

## 生平
萬曆元年（1573年）癸酉科四川鄉試第十三名舉人，十一年（1583年）中式癸未科會試第二百八十六名，二甲第四十一名進士。

## 家族
曾祖陳希賢；祖父陳瑞；父陳介，貢士。前母阮氏；母宋氏。慈侍下。兄陳其學，弟陳問學。